# 박흥식 (1962년)
박흥식(1962년 ~ )은 대한민국의 영화 감독이자 각본가이다. 2005년, 영화 《역전의 명수》로 감독 데뷔하였다.

## 학력
- 검정고시
- 서울대학교 독어독문과 학사
- 독일 베를린자유대학교 영화과 석사
- 중앙대학교 첨단영상대학원 영상예술학과 영화제작 석사

## 필모그래피
- 1999년 《하루》
- 2005년 《역전의 명수》
- 2007년 《경의선》
- 2016년 《두 번째 스물》

## 경력
- 영화집단 프레임 영화제작소 활동 (1990~1992)
- 영화잡지 로드쇼 베를린 통신원 (1993~1995)
- 백제예술대학교 방송연예과 강사 (1998)

## 수상
- 1999년 제17회 토리노국제영화제 단편경쟁부문 최우수작품상 《하루》